# Arcos de Canasí
Arcos de Canasí es una pequeña localidad situada en el este de la provincia cubana de Mayabeque, municipio de Santa Cruz del Norte. Fue municipio hasta 1976, perteneciendo hasta esa fecha a la provincia de Matanzas. 
La población fue fundada en 1738 en las bocas del Río Canasí, pero debido a las frecuentes inundaciones de la zona, el pueblo fue trasladado a unos terrenos más elevados en 1808, siendo esta su ubicación actual.
La principal actividad económica de la localidad es la agricultura, siendo frecuente ver granjeros vendiendo queso y fruta a los márgenes de la autopista Vía Blanca. Además existen explotaciones petrolíferas en la costa atlántica justo al norte de la población.
Población en 2011: 2000 habitantes.
- Datos: Q518605